# Charles Rousseau (juriste)
Pour les articles homonymes, voir Charles Rousseau et Rousseau.
Charles Rousseau, né le 18 février 1902 à Melle et mort le 14 février 1993 à Férolles-Attilly, est un juriste français, spécialisé dans le droit international public. Le Concours de procès simulé en droit international Charles Rousseau a été nommé en l'honneur de Charles Rousseau.

## Biographie

### Jeunesse et études
Charles Rousseau effectue ses études secondaires à Saint-Maixent, puis à Poitiers. En 1920, il s'inscrit à la faculté de droit de Paris. Pour faire plaisir à son père, il candidate et est reçu à HEC Paris, dont il est diplômé en 1921.
Il continue ses études de droit et soutient le 2 mars 1927 une thèse de doctorat intitulée La compétence de la Société des Nations dans le règlement des conflits internationaux sous la direction de Jules Basdevant. Il devient alors docteur en droit.
Il est reçu à l'agrégation de droit en 1932.

### Parcours professionnel
Il est chargé de cours à la faculté de droit de l'université de Bordeaux entre 1929 et 1932. Une fois reçu à l'agrégation, il enseigne à la faculté de droit de Rennes, où il est titulaire de la chaire de droit international public de novembre 1937 à 1944.
Parallèlement aux cours qu'il donne à Rennes, Charles Rousseau est maître de conférences à l'École libre des sciences politiques à Paris,, entre 1934 et 1945.
Après la Seconde Guerre mondiale, et jusqu'à sa retraite en 1972, il enseigne à la fois à la faculté de droit de Paris à partir de mars 1945, et à l'Institut d'études politiques de Paris (qui succède en 1945 à l'École libre des sciences politiques où il était maître de conférences) dont il devient professeur en 1946.

## Publications
Parmi ses publications on trouve la « Chronique des faits internationaux » dans chaque numéro de la Revue générale de droit international public, revue qu'il a dirigée de 1958 jusqu'à sa mort.

## Sources
- « Charles Rousseau : 1902-1993 », Revue générale de droit international public, vol. 97,‎ 1993, p. IX-XI
- Jean Charpentier, « In Memoriam : Charles Rousseau (1902-1993) », Annuaire français de droit international, vol. 38,‎ 1992, p. 7-9 (lire en ligne)
- Marie Duclaux de L'Estoille, « Charles Rousseau (1902-1993) », Société française pour le droit international (SFDI)
- « Biographie de Charles Rousseau (1902 - 1993) », Réseau francophone de droit international (RFDI)